# Список самых высоких зданий префектуры Яманаси
В списке приведены небоскрёбы префектуры Яманаси с высотой от 60 метров, основанные на стандартных измерениях высоты. Эта высота включает шпили и архитектурные детали, но не включает антенны радиовышек и башен.
| Рейтинг | Название                               | Фото | Высота м | Этажность | Год  | Город | Примечания |
| ------- | -------------------------------------- | ---- | -------- | --------- | ---- | ----- | --- |
| 1       | Saints 25                              |      | 94.0     | 25        | 2007 | Кофу  | [ 1 ] [ 2 ] |
|         | Офис радиовещательной станции NHK Kofu |      | 84.0     |           | 2012 | Кофу  | [ 3 ] |
| 2       | Kokori                                 |      | 73.0     | 20        | 2010 | Кофу  | [ 4 ] |
| 3       | Chiyoda Ceremony                       |      | 70.0     | 13        | 1994 | Сёва  | Имя во время открытия — «Apio Kofu Tower Hall». До постройки в 2007 году башни Saints 25, было самым высоким зданием в префектуре Яманаси. |
| 4=      | Saints Tower Kofu                      |      | 60.0     | 18        | 1999 | Кофу  | [ 8 ] |
| 4=      | Kofu Fujiya Hotel                      |      | 60.0     | 15        | 1989 | Кофу  | До постройки в 1994 году башни Apio Kofu Tower Hall, было самым высоким зданием в префектуре Яманаси.                                      |